# 椰子糖

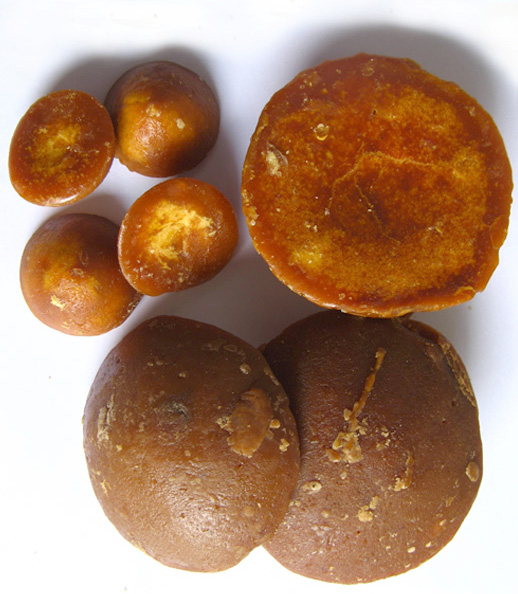
椰子糖

椰子糖又称椰糖，它是一种棕榈糖，該糖果的原料來自椰树花蕾茎的汁液。在许多国家和地區，椰子糖被用作甜味剂，有時也會加入一些碎洋蔥，不過与其他甜味剂相比，椰子糖並没有明显的营养、也沒有較為健康。